# Maria de los Dolores Benedicta Nau
Maria de los Dolores Benedicta Nau (Nova York, 1818 - París, 1881) fou una soprano lleugera estatunidenca.
Estudià en el Conservatori de París amb Cinti-Damoreau, iniciant la seva carrera artística a l'edat de tretze anys en l'Òpera de París el 1836. Celebrada soprano lleugera, actuà amb èxit constant en els principals escenaris lírics d'Europa i Amèrica, retirant-se del teatre per a consagrar-se a l'ensenyança el 1856.